# Зелений Гай (Дніпровський район)
Зелений Гай — село в Україні, у Сурсько-Литовській сільській територіальній громаді Дніпровського району Дніпропетровської області. Населення за переписом 2001 року становило 52 особи.

## Географія
Село лежить на березі Мокрої Сури, вище за течією на відстані 2 км розташоване село Богданівка, нижче за течією на відстані 2 км розташоване село Новомиколаївка. По селу протікає висихний струмок з загатою. До села примикає великий масив садових ділянок. Поруч проходить залізниця, платформа 238 км за 1 км.

## Населення

### Мова
Розподіл населення за рідною мовою за даними перепису 2001 року:
| Мова       | Кількість | Відсоток |
| ---------- | --------- | -------- |
| українська | 38        | 73.08%   |
| російська  | 14        | 26.91%   |
| Усього     | 52        | 100%     |